# Untouchable (album de Mac Tyer)
Albums de Mac Tyer
Hat Trick
(2010) Banger
(2013)
Untouchable est le 4e album de Mac Tyer sorti le 28 mai 2012.

## Listes des titres
1. Deter
2. Justice
3. Nigger (feat. Despo Rutti)
4. Juste un mec de tess
5. Des chiffres et des litres
6. Ils veulent m'enlever ce que j'ai
7. On se bat
8. Docteur So
9. Laissez Moi Rugir
10. France Fuck
11. Interlude
12. La colère en dessous (feat. Mr.Toma)
13. Ce n'était pas le deal
14. Doucement
15. J'ai fait le tour de la street
16. Marche comme un soldat (feat. Médine, Dixon, Mac Kregor Le Rat Luciano, Ol Kainry, Salif & Rim'K)
17. Je représente
18. Tapage Nocturne (feat. Ghettoven) [Bonus Track]